# 布洛索姆 (紐約州)
布洛索姆（英語：Blossom）是位於美國紐約州伊利縣的非建制地區。

## 歷史
布洛索姆的郵局於1862年設立，其後於1903年停運。

## 地理
布洛索姆所處的海拔為高於海平面203米（即666英呎），而該地所採用的時區為UTC-5，即北美东部时区（EST）。同時該地設有夏令時間，為UTC-5調快一小時，即UTC-4（EDT）。